# Benjamin Engeli
Benjamin Engeli (* 1978 in Kreuzlingen) ist ein Schweizer Pianist. Bekanntheit erreichte er durch seine Mitgliedschaft im Tecchler Trio, im Zurich Ensemble und im Gershwin Piano Quartet.

## Biografie
Aufgewachsen in einer musikalischen Familie, nahm Engeli mit 15 Jahren ersten Klavierunterricht. Er studierte an der Musikakademie Basel sowohl Horn als auch Klavier. Nach Erhalt des Lehrdiploms wechselte er an die Zürcher Hochschule der Künste, um bei Homero Francesch bis zu seinem Abschluss im Jahr 2003 weiter zu studieren. In diesem Jahr gründete er auch zusammen mit Esther Hoppe und Maximilian Hornung das Tecchler Trio, das 2007 den ARD Musikwettbewerb in der Sparte Klaviertrio gewann. Das Trio trennte sich 2011 nach acht Jahren und drei aufgenommenen CDs.
Seit 2007 ist er Mitglied des Gershwin Piano Quartet, mit dem er unter anderem Konzerte in China und Brasilien gab. Für dessen Alben be.four (2010) und Transatlantiques (2018) arrangierte Engeli mehrere der Stücke. Er unterrichtete acht Jahre Kammermusik an der  Basler Musikhochschule. 2013 übernahm er zusätzlich eine Klavierklasse am Vorarlberger Landeskonservatorium in Feldkirch. Beim Zurich Ensemble, dessen Gründungsmitglied er ist, trat er bei der 2014 erschienenen CD wiederum als Arrangeur in Erscheinung.

## Diskographie
mit dem Tecchler Trio:
- Tecchler Trio: Preisträgerkonzert «Prix Credit Suisse Jeunes Solistes» (2005)
- Pjotr Iljitsch Tschaikowski, Maurice Ravel: Klaviertrios (2005, Ars Musici)
- Robert Schumann, Antonín Dvořák: Klaviertrios op. 80, op. 26 (2006, concentus records)
- Joseph Haydn: Klaviertrios Hob XV/27, 28, 29, 31

mit dem Gershwin Piano Quartet:
- be.four (2010, ZHdK Records, CD + DVD)
- Edition Klavier-Festival Ruhr Volume 29 (2012, darin drei Musikstücke)
- Transatlantiques (2018, Sony)

mit dem Zurich Ensemble:
- Scheherazade (Sergei Eduardowitsch Bortkiewicz: 5 Melodien aus op. 37 Arabische Nächte; Nikolai Rimski-Korsakow: Scheherazade op. 35; Aram Khachaturian: Trio für Klarinette, Violine und Klavier) (2014, paladino music, pmr 0036)
- beyond time (Fabian Müller: Am Anfang; Volker David Kirchner: Exil; Olivier Messiaen: Quatuor pour la fin du temps) (2016, Ars Produktion, ARS 38 205)

weitere: 
- Ludwig van Beethoven: Klaviersonaten Nr. 11 op. 22, Nr. 24 op. 78, Nr. 29 op. 105 (2011, Solo Musica, Sm 141)
- Tobias PM Schneid: New Works (mit Esther Hoppe und Maximilian Hornung, 2013, Neos 11105)
- Reminiscences – Romantic Works for Violin & Piano (mit Lisa Schatzmann, 2014, Claves)
- Oskar Ulmer: Ausgewählte Lieder (Liedduo Brütsch & Engeli, 2016 edition.vokalmusik.ch CD101)

## Auszeichnungen
- Prix Credit Suisse Jeunes Solistes: Tecchler Trio (2005)
- Internationaler Musikwettbewerb der ARD: Tecchler Trio (Klaviertrio, 2007)